# Каријати
Каријати (итал. Cariati) је насеље у Италији у округу Козенца, региону Калабрија.
Према процени из 2011. у насељу је живело 8255 становника. Насеље се налази на надморској висини од 9 м.

## Становништво
| 1931. | 1936. | 1951. | 1961. | 1971. | 1981.  | 1991. | 2001. | 2011. |
| ----- | ----- | ----- | ----- | ----- | ------ | ----- | ----- | ----- |
| 4.117 | 4.074 | 5.516 | 7.094 | 8.515 | 10.089 | 9.221 | 8.289 | 8.644 |